# Pullinki
Pullinki är ett berg i Övertorneå kommun, nära Svanstein och Torne älv. Berget är 335 meter högt och toppen har använts för geodetiska ändamål i tre gradmätningsprojekt:
- Den franska gradmätningsexpeditionen 1736–37 under ledning av Pierre de Maupertuis. Till minne av den franska expeditionen finns en pyramid upprest på toppen.
- Svenska vetenskapsakademiens gradmätningexpedition 1801–1803 under ledning av Jöns Svanberg.
- Friedrich Georg Wilhelm von Struves gradmätning på 1800-talet. Gradmätningen, i dag är känd som Struves meridianbåge, är sedan 2005 ett världsarv.

## Skidanläggningen
På Pullinki finns en skidanläggning. 16 utförsbackar med en sammanlagd sträcka på 21 kilometer finns på berget. Högsta fallhöjd är 253 meter. På Pullinkis östra sida finns de svarta backarna. På bergets norra sida finns de röda och blå backarna. Pistsystemet är designat av Stig Strand. Världscuptävlingar i speedskiing har hållits på Pullinki. Ett längdskidspår går runt berget. Vid Pullinki startar den årliga 45 kilometer långa längdskidtävlingen Tornedalsloppet. Målgång är i Övertorneå.